# Karl Alexander Müller

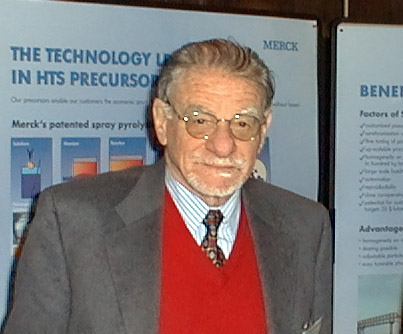
Alex Müller (2001)

Karl Alexander Müller, genannt Alex Müller (* 20. April 1927 in Basel; † 9. Januar 2023 in Zürich) war ein Schweizer Physiker, der im Jahr 1987 zusammen mit Georg Bednorz den Nobelpreis für Physik erhielt «für ihre bahnbrechende Entdeckung von Supraleitung in keramischen Materialien».

## Leben
Müller wuchs in Lugano auf. Seine Mutter starb, als er elf Jahre alt war. Er besuchte danach das Internat in Schiers im Kanton Graubünden.
Müller studierte 1946 bis 1952 Physik an der ETH Zürich, zu seinen Lehrern gehörten Wolfgang Pauli und Paul Scherrer, und erlangte dort 1958 das Doktorat. Anschliessend wurde er Leiter der Magnetresonanz-Gruppe am Battelle Memorial Institute in Genf. 1962 habilitierte er sich an der Universität Zürich für Festkörperphysik. 1970 wurde er an der Universität zum Titularprofessor ernannt.
Ab 1963 arbeitete Müller am Zürcher Forschungslabor von IBM, wo er zusammen mit Bednorz den ersten Hochtemperatursupraleiter der Welt synthetisierte. Müller hatte schon damals den Status eines IBM Fellows, der es ihm ermöglichte, frei und weitgehend unabhängig auf einem Forschungsgebiet zu arbeiten. Georg Bednorz begann in Müllers Labor mit einer Diplomarbeit über Strontiumtitanat. Später arbeiteten beide an systematischen Untersuchungen verschiedener Oxide. Einige Veröffentlichungen gaben Hinweise darauf, dass sich unter diesen Materialien potentielle Supraleiter befinden. Zur damaligen Zeit eine revolutionäre Idee, da Oxide typischerweise isolierende bzw. halbleitende Eigenschaften aufweisen. Supraleitung war bis dato nur bei Metallen bekannt. Die bis zu den Arbeiten von Müller und Bednorz höchste bekannte Sprungtemperatur wies eine Legierung aus Niob und Germanium Nb3Ge mit 23 Kelvin auf. Im Jahr 1986 synthetisierten beide zum ersten Mal ein Barium-Lanthan-Cuprat Ba-La-Cu-O (BaxLa5-xCu5O5(3-y) x=1 and 0,75, y>0), bei dem sie Supraleitfähigkeit und eine Sprungtemperatur von 35 K messen konnten.

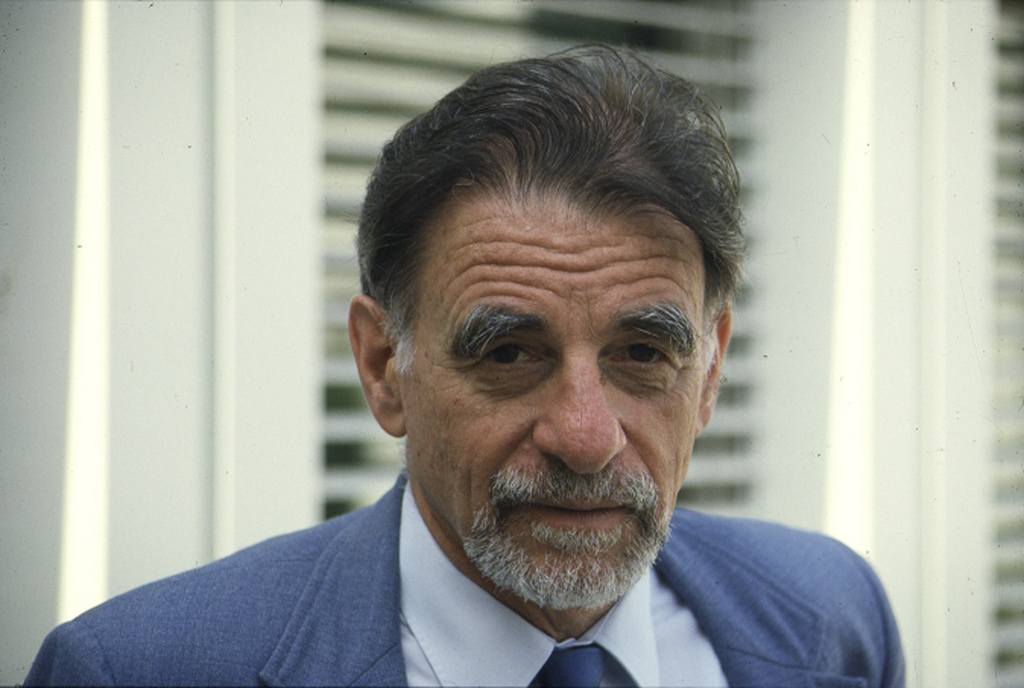
Alex Müller, 1980er Jahre

Im April 1986 publizierten sie ihre Ergebnisse in der Zeitschrift für Physik. Im gleichen Jahr bestätigten mehrere Arbeitsgruppen diese Arbeitsergebnisse. Im darauffolgenden Jahr erhielten beide dann den Nobelpreis für Physik. Dies war bisher der kürzeste zeitliche Abstand zwischen Entdeckung und Verleihung des Nobelpreises. Nach der Bekanntgabe der Verleihung des Nobelpreises ernannte die Universität Zürich Müller zum ordentlichen Professor. Auch erhielt Müller ab 1987 ungefähr ein Dutzend Ehrendoktorwürden, so der TU München, der Universität Genf, der Universität Salzburg und der Universität Leipzig. Er war ausserdem Träger diverser weiterer Wissenschaftspreise, darunter des Marcel-Benoist-Preises (1986). 1987 erhielt er den Fritz London Memorial Prize. Im Jahr 1994 wurde er als auswärtiges Mitglied in die Russische Akademie der Wissenschaften aufgenommen, 1989 in die National Academy of Sciences.
1994 trat Müller in den Ruhestand und lebte in Hedingen; seine Wohngemeinde ernannte ihn 1988 zum Ehrenbürger. Er war verheiratet und hatte einen Sohn und eine Tochter. Er verstarb im Januar 2023 im Alter von 95 Jahren in Zürich.

## Veröffentlichungen (Auswahl)
- Paramagnetische Resonanz von Fe3+ in SrTiO3 Einkristallen. Dissertation. ETH Zürich 1958 (Abstract).
- mit J.G. Bednorz: Possible High Tc Superconductivity in the Ba-La-Cu-O System. In: Zeitschrift für Physik. B: Condensed matter. Band 64, 1986, ISSN 0722-3277, S. 189–193. doi:10.1007/BF01303701.
- mit Tom W. Kool (Hrsg.): Properties of perovskites and other oxides. World Scientific 2010, doi:10.1142/7591.